# بول سيلاس
بول سيلاس (بالإنجليزية: Paul Silas)‏ مواليد 12 يوليو 1943 في بريسكوت، هو لاعب كرة سلة أمريكي سابق أصبح مدرباً بدأ مسيرته الاحترافية في سنة 1964. اعتزل اللعب في 1980. توفي يوم 11 ديسمبر 2022.

## فرق لعب لها
- فينيكس صنز
- بوسطن سيلتكس
- دنفر ناغتس

## روابط خارجية
- بول سيلاس على موقع إن بي أي (الإنجليزية)
- بول سيلاس على موقع سبورتس رفرنس (الإنجليزية)
- بول سيلاس على موقع كلية كرة السلة في سبورتس رفرنس.كوم (الإنجليزية)
- بول سيلاس على موقع ريلجم (الإنجليزية)
- بول سيلاس على موقع بروبوليرز (الإنجليزية)
- بول سيلاس على موقع قاعة المشاهير الجامعة الوطنية لكرة السلة (الإنجليزية)
- بول سيلاس على موقع سبورتس رفرنس (الإنجليزية)